# John Blanch
John Blanch Mesquita (São Paulo, 10 de outubro de 1992) é um pianista brasileiro.

## Biografia
É filho de Elizabeth Blanch e Otávio Mesquita. Iniciou os estudos de violino e piano aos seis anos de idade, na Escola de Música Eszterháza e, aos dez anos, já tinha participado de diversos masterclasses pela Europa. Após frequentar a Ecole Normale de Musique de Paris - Alfred Cortot, o jovem músico se apaixonou pelo instrumento e se dedica exclusivamente ao piano, tendo a formação de Marisa Lacorte e eventualmente de Nelson Delle Vigne (ambos pupilos de Magda Tagliaferro).
Sua vida mudou em 2006, quando aos treze anos foi aceito na Academia de Música da Orquestra Sinfônica do Estado de São Paulo onde passou a ter aulas teóricas, de música de câmara, prática de orquestra e participou de masterclasses com grandes nomes do piano, como Alexandre Tharaud, Ricardo Castro, Maria João Pires, Arnaldo Cohen e Michel Dalberto, que futuramente teria um papel fundamental em sua trajetória.
Logo após participar de seu primeiro concurso de piano e obter o 1º lugar no VIII Concurso Nacional Villa-Lobos, o jovem pianista foi convidado pelo diretor artístico e maestro John Neschling para atuar como solista a frente da  Orquestra Sinfônica do Estado de São Paulo (OSESP), na Sala São Paulo, sob a regência de Wagner Polistchuck e a frente da Orquestra Sinfônica de Ribeirão Preto (OSRP), no Teatro Pedro II, sob a regência de Cláudio Cruz.
Devido ao seu notável rendimento, gravou um CD na Suíça com Michel Dalberto, junto ao violoncelista Antonio Meneses e o violinista Claudio Cruz. Nesta ocasião, teve a oportunidade de conhecer e tocar para a grande pianista argentina Martha Argerich, que após uma tarde inteira de conversa, o aconselhou a estudar em Paris ou Bruxelas.
Seguindo o conselho desses dois mestres, John participou do 52º Festival Internacional de música da Academia de Nice, na França, onde pôde conhecer e ter aulas com a pianista francesa Brigitte Engerer (Conservatório de Paris) e o pianista russo Evegeny Mogilevsky (Conservatorio de Bruxelas).
Aos 17 anos, após superar diversas provas eliminatórias, foi um dos poucos escolhidos entre os mais de 150 candidatos (pianistas) do mundo todo para ingressar no Conservatório Nacional Superior de Música de Paris. Seu primeiro ano com Brigitte Engerer foi marcado por muitas descobertas, buscas intermináveis e mudanças constantes, construindo e consolidando aos poucos sua personalidade marcante.
A sua busca constante pela verdadeira musicalidade pianística levou John Blanch a descobrir o imortal Cherkassky e ao se encontrar com o pianista israelense Iddo-Bar-shai, resultando em sua menção máxima e unânime do júri no fim de seu primeiro ano no Conservatório de Paris.
Paralelamente, sua mais nova empreitada é a entrada na área da comunicação através da mídia social com seu novo projeto no youtube chamado “Diario do Pianista”. Com imagens dinâmicas, linguagem descontraída e bem humorada, sua intenção é atrair e incentivar mais jovens para o mundo da música clássica, mostrando um outro lado pouco conhecido do mundo musical, quebrando assim a tradicional barreira que existe entre o músico erudito e o público.
Atualmente recebe a formação de Michel Dalberto, Claire Marie le Guay e Itamar Golan.

## Prêmio
Em 2007, conquistou o primeiro lugar no VIII concurso Nacional Villa-Lobos